# II. Hungarian Bowl döntője
A II. Hungarian Bowl döntője a MAFL (Magyarországi Amerikai Futballcsapatok Ligája) által szervezett II. Hungarian Bowl amerikaifutball-bajnokság befejező mérkőzése (döntője) volt 2006. július 1-jén a budapesti BVSC Stadionban.
A Győr Sharks szoros küzdelemben 7-6-ra verte azt a Debrecen Gladiatorst, aki az előző szezonban az ARD7 Budapest Wolves ellen már kikapott az I. Hungarian Bowl döntőjében.
A mérkőzés legértékesebb játékosa (MVP) a Győr Sharks védő játékosa, a 96-os mezben játszó Berzai Lajos lett.
A II. Hungarian Bowl döntőjére nagy volt az érdeklődés, ennek köszönhető az a mintegy 1800 néző, aki ellátogatott a mérkőzésre. Soha nem volt Magyarországon még ennyi néző amerikaifutball-mérkőzésen.

## Háttéradatok
18 lejátszott mérkőzés, 8 csapat, rengeteg izgalom, igazi összecsapások és minden mennyiségben amerikai foci! Vége a rájátszásoknak, már csak a döntő volt hátra, ahol kiderült, hogy idén ki a II. Hungarian Bowl bajnok csapata. Az döntő összecsapás helyszíne a BVSC Stadion, ahol egy rendkívül izgalmas mérkőzést szurkolhatott végig a kilátogató közönség.
A két döntőbe jutott csapat a tavaly is döntős Debrecen Gladiators és a Győr Sharks, akik viszont karnyújtásnyira a döntőtől estek ki, mellesleg pont a debreceni csapat jóvoltából.

### Győr Sharks
Az idei Bajnokság egyik legerősebb csapatának számító Győr Sharks magabiztosan menetelt végig az alapszakaszban, majd veretlenségét megőrizve lépett túl a rájátszáson is. A Sharks a tavalyi döntőbe nem került be, pedig a szakemberek egyértelműen őket jósolták a Farkasok ellenfeleinek. Azonban a rájátszásban az akkor túlságosan magabiztosan pályára lépő Cápákat a Gladiators csapata – mindenki nagy meglepetésére – a sarokba szorította és így a debreceni gárda küzdhetett a kupáért. Most azonban más a helyzet.
A Sharks végre revansot vehet a tavalyi vereségért, mivel az idei döntőt a Cápák a Gladiators ellen vívják. A Sharks a Nyugati csoportba került a Black Knights-al, a Demons-al és a Predators-al és a maga 3 győzelem 0 vereségével a legjobbnak bizonyult.

### Debrecen Gladiators
A másik döntőbe jutott csapat a Debrecen Gladiators, akik már a 2005-ös bajnokságban is beküzdötték magukat a döntőbe. A legjobbnak járó kupáért való végső harcban végül nagy különbséggel alulmaradtak a ARD7 Budapest Wolves ellen. A debreceni csapat azonban nagy meglepetést okozott már azzal is, hogy a rájátszásban magabiztosan verte az akkor még jobb csapatnak tartott Győr Sharks csapatát.
Idén a Gladiátorok 4 győzelmükkel a legeredményesebb csapatnak számít, bár valószínű, hogy ugyanúgy állna a Sharks is, ha lejátszhatta volna a Predators ellen tervezett meccset is.

### Statisztikai összehasonlítás
A két döntőbe jutott csapat alapszakaszban elért eredményei:
| Statisztika                                   | Debrecen Gladiators | Győr Sharks |
| --------------------------------------------- | ------------------- | ----------- |
| Szerzett pontok mérkőzésenként                | 47.50               | 54.66       |
| Kapott pontok mérkőzésenként                  | 8.75                | 12.67       |
| Futásból szerzett pontok mérkőzésenként       | 343.67              | 352.34      |
| Futásból kapott pontok mérkőzésenként         | 51.67               | 167.00      |
| Passzból szerzett pontok mérkőzésenként       | 86.00               | 71.00       |
| Passzból kapott pontok mérkőzésenként         | 54.67               | 148.67      |
| Szerzett yardok play-enként                   | 8.10                | 8.47        |
| Kapott yardok play-enként                     | 2.39                | 4.19        |
| Szerzett fordítás harmadik próbálkozásnál (%) | 37.5                | 80.0        |
| Kapott fordítás harmadik próbálkozásnál (%)   | 13.3                | 88.9        |
| Szerzett fordítás negyedik próbálkozásnál (%) | 100                 | 50.0        |
| Kapott fordítás negyedik próbálkozásnál (%)   | 0.0                 | 57.1        |
| Szerzett fordítás a Red zone-nál (%)          | 73.3                | 62.5        |
| Kapott fordítás a Red zone-nál (%)            | 9.1                 | 20.0        |

### Rájátszás
Bővebb információk a rájátszásról a II. Hungarian Bowl cikkben.
A múlt évi döntős Debrecen Gladiators nagyon szoros játékban 43-36-ra verte a Budapest Black Knights csapatát. A mérkőzés kezdetétől csak 1 touchdown különbség volt, amit a Debrecen meg is tudott tartani a 4. negyed végére. A mérkőzésen a futójáték dominált, bár a Black Knights próbálkozott hosszú passzokkal is, de a Gladiátorok blokkolták az elkapást.
A Győr Sharks egy évvel már összemérte az erejét a Gladiátorokkal a rájátszásban, akkor a debreceniek jutottak tovább (24-34). Most a győrieken volt a sor, hogy megmutassák, mennyit fejlődtek alig egy év alatt. A mostani rájátszásban a ARD7 Budapest Wolves II ellen kellett játszaniuk, és nagyon taktikus játékkal 29-21-re verték őket, ezzel megszerezve a jogot a döntőben való részvételhez.

## Közvetítés
A döntő nem került élő televíziós közvetítésbe, de a Sport1-nek köszönhetően a döntő utáni második napon (július 3.) bemutatták a teljes mérkőzést, amelyet 109 518 néző látott immár felvételről.

## Show-műsor

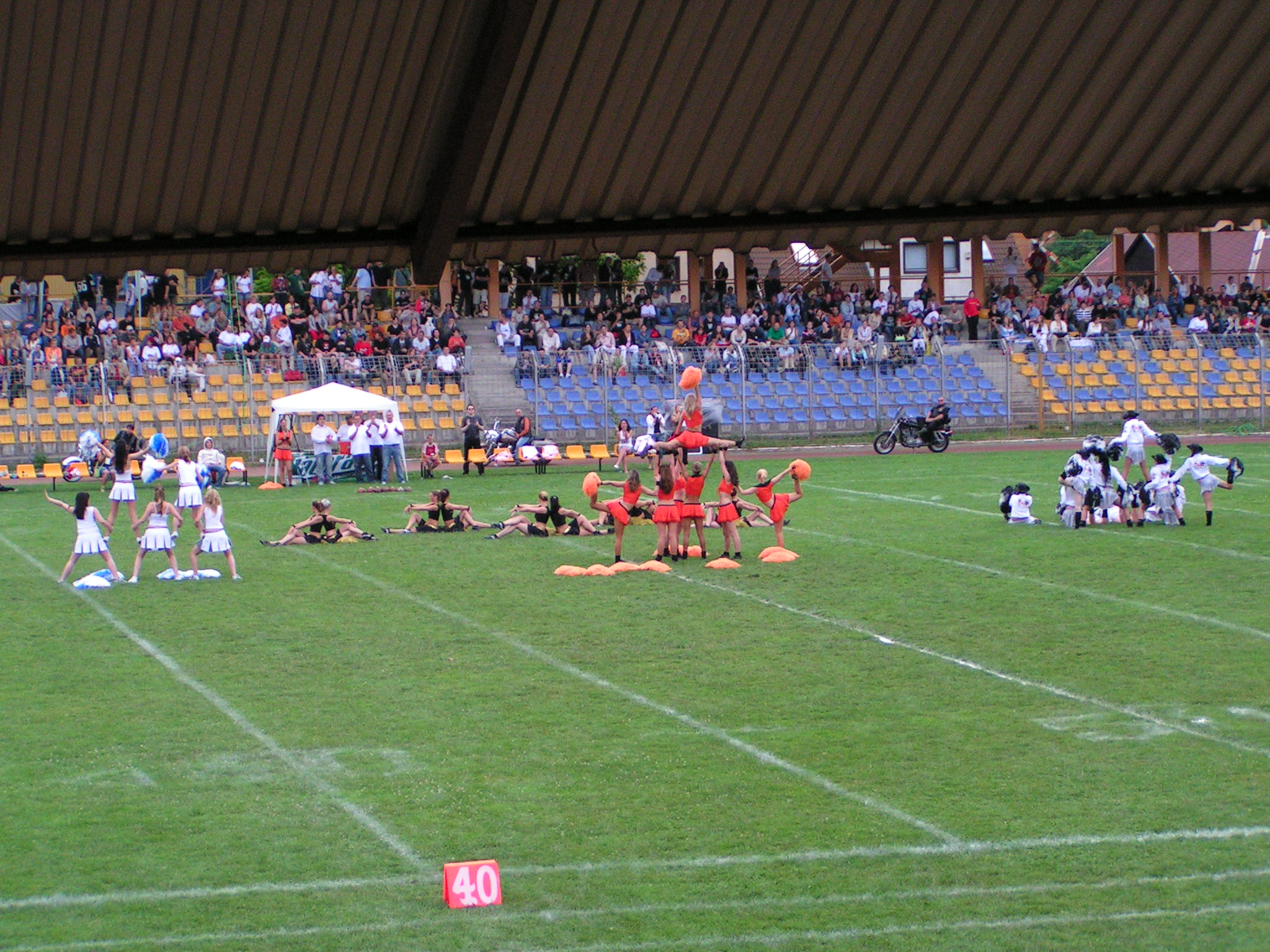
Pom-pom lányok a mérkőzés előtti show-ban

### Mérkőzés előtti show
A mérkőzést felvezető program igazi amerikai football döntőhöz méltó volt, Harley-Davidson–ok gurultak a pályára nyergükben 4 csapat (Budapest Angels, Cápalányok, Tigirls, Amazonok) pom-pom lányaival. A motorokról leszállva mintegy 25 perces show műsort adtak elő a közönség hálás ovációja közepette. A csapatok bevonulása is némileg rendhagyó volt. A berohanó játékosokat a csapatszínű füst mellett most több méteres lángcsóvák is körbevették.

### Félidei show
A bajnoki mérkőzés félidejében a Roxx69 együttes szórakoztatta majd a nagyérdeműt. Az együttest Székelyhidi Balázs és Kelemen Tamás alapította 2005 februárjában. Mindketten gyermekkoruk óta elkötelezettjei a rockzenének. Ebből ered a Roxx69 zenekar stílusa is, ami a 80-as évek rockzenéjének hangulatára épül, természetesen egyéni hangvételű, modern hangszereléssel.

### Mérkőzés utáni show
A mérkőzés és az aranyérem-zápor után egy fergeteges afterparty fokozta tovább a hangulatot a Coronita szervezésében egészen hajnali 3-ig.

## Mérkőzés leírása

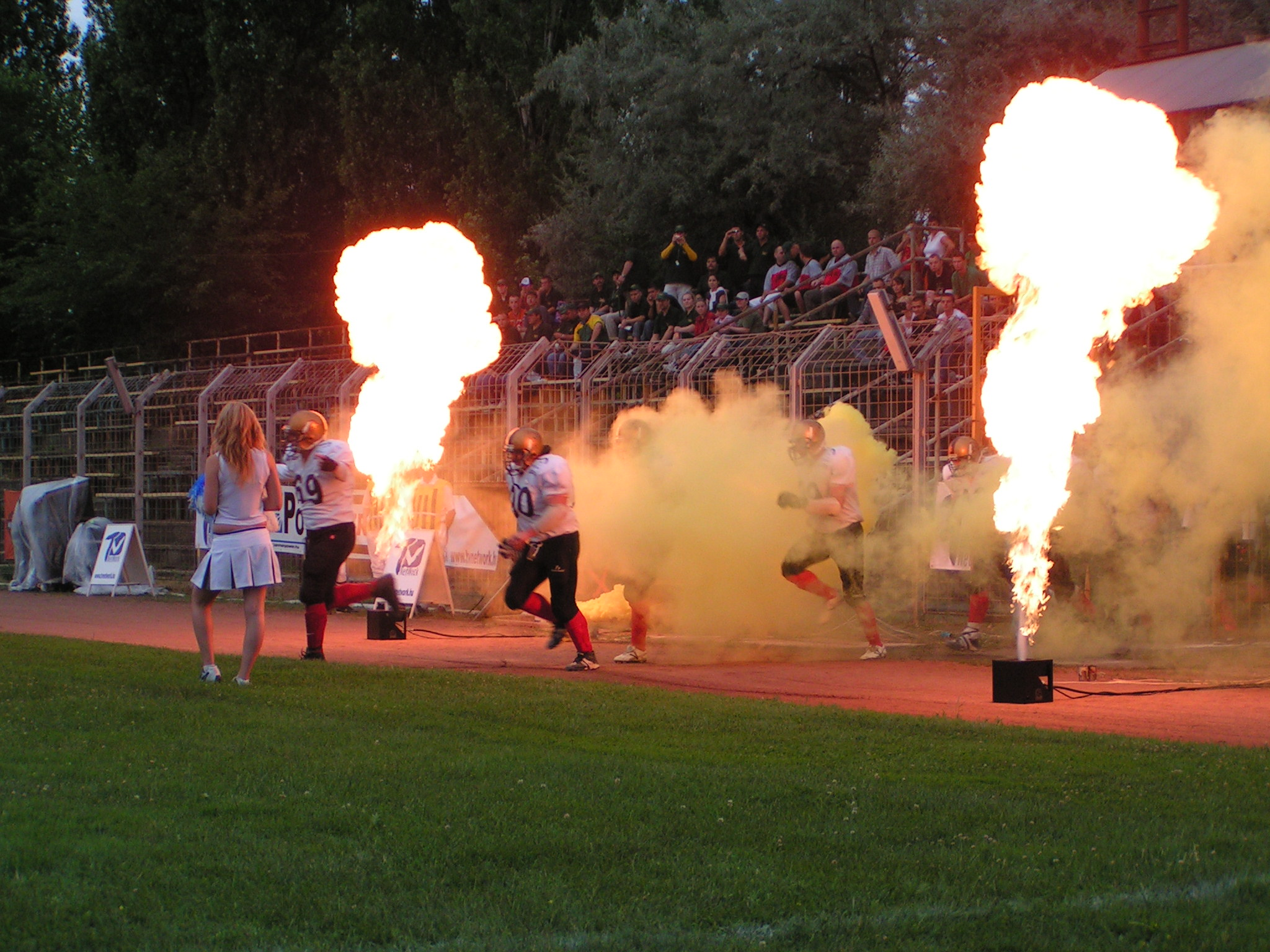
A Győr Sharks bevonul a pályára

Tavaly az első bajnokság döntőjének rendezése az időjárás tekintetében szerencsés volt. Sajnos az idén ez nem így alakult. Míg néhány napja még azon aggódtunk, hogy a játékosok hogyan fogják elviselni a kánikulát, a döntő; alatt erre nem volt szükség. Mindenképpen köszönet illeti a kilátogató nézőket, akik a szélsőségesen esős és hideg délutánon megtisztelték a döntőt jelenlétükkel.
A csapatok láthatóan jól felkészültek egymásból. Régi ellenfelekről lévén szó, nagyon jól ismerték egymás képességeit, így mindenképpen szoros eredmény volt várható. Amit vártunk, a trükkös játékokat a csúszós fű, a szintén csúszós labda és az eső csírájában fojtotta el, nem maradt más lehetőség, mint a rövid futások.
A Debrecen a mérkőzés korai szakaszában megszerezte a vezetést a álmosan kezdő Győr ellen. Az extra pontot viszont nem sikerült a sikeresen érvényesített TD után.
A Győr ezt követően összeszedte magát és kemény nyomást gyakorolt a Gladiators védelmére. Ugyanúgy, mint a Farkasok elleni elődöntőn 3-4 yardos erőfutásokkal próbáltak lyukat ütni a Gladiators falán. A második negyed közepére tisztán kirajzolódott, hogy ez nem lesz egy pontgazdag mérkőzés és egy-egy apró megvillanás, vagy a nagyon ritka passzjáték egyike fogja eldönteni a meccs végkimenetelét.
A félidő végén enyhe debreceni mezőnyfölénnyel vonulhattak az öltözőbe a csapatok, de a pontok számában ez nem mutatkozott.
A második félidő ott folytatódott, ahol az első abbamaradt, a Debrecennek több lehetősége is volt arra, hogy előnyét növelje, de az irányító egy szorongatott helyzetben interception-t dobott, amivel a győri játékos közel 80 yardot futott és alig 2-3 yardra sikerült megállítani őt a célterület előtt. A Győr eredményesen használta ki a helyzetét és TD ért el, és az extra pont sikerese rúgását követően egypontos vezetést szerzett. A győri TD után a Debrecen mindent megtett azért, hogy pontokat szerezni. Az várható volt, hogy a hátralévő 6 percben, aki egyetlen pontot is elér, az nyeri meg a mérkőzést.
A 4. negyed végéhez közeledve a Debrecen megközelítette a győriek célterületét és ekkor következett a Gladiators play, ami mint kiderült a játék végeredményét is erősen befolyásolta. A Gladiators passzjátékkal próbálkozott, de a debreceniek egyik blokkoló játékosa a győri védőn térdalatti mélyblokkot csinált, ami szabálytalan. A sárga zászló ebben a pillanatban berepült a pályára jelezve a szabálytalanságot, bár ekkor még nem lehetett tudni, hogy egyáltalán passz lesz-e, vagy futás. A szabálytalanságot követően az irányító egy hosszú passzt dobott, melyet a debreceni receiver sikeresen elkapott és befutott vele a célterületre.
A szabálytalan mélyblokk miatt viszont ezt a TD-t a játékvezetők nem adták meg. A debreceni játékos a play-t követően az ott álló játékvezetőnek el is ismerte, hogy igen ez egy picit mélyre csúszott. A mérkőzés korábbi szakaszában már a Győrnél is volt egy meg nem adott TD, szintén szabálytalanság miatt. Az újra játszott kísérlet nem volt sikeres, így alig 1 perccel a lefújás előtt a Győrhöz került a labdabirtoklás joga, akik az egyetlen pontos vezetés tudatában kitérdelték az utolsó másodperceket.
Az igazán szoros, bár nem annyira látványos döntő végeztével tehát a győri Cápák emelhették a magasba a bajnoki trófeát.

### Pontozás
- 1. negyed

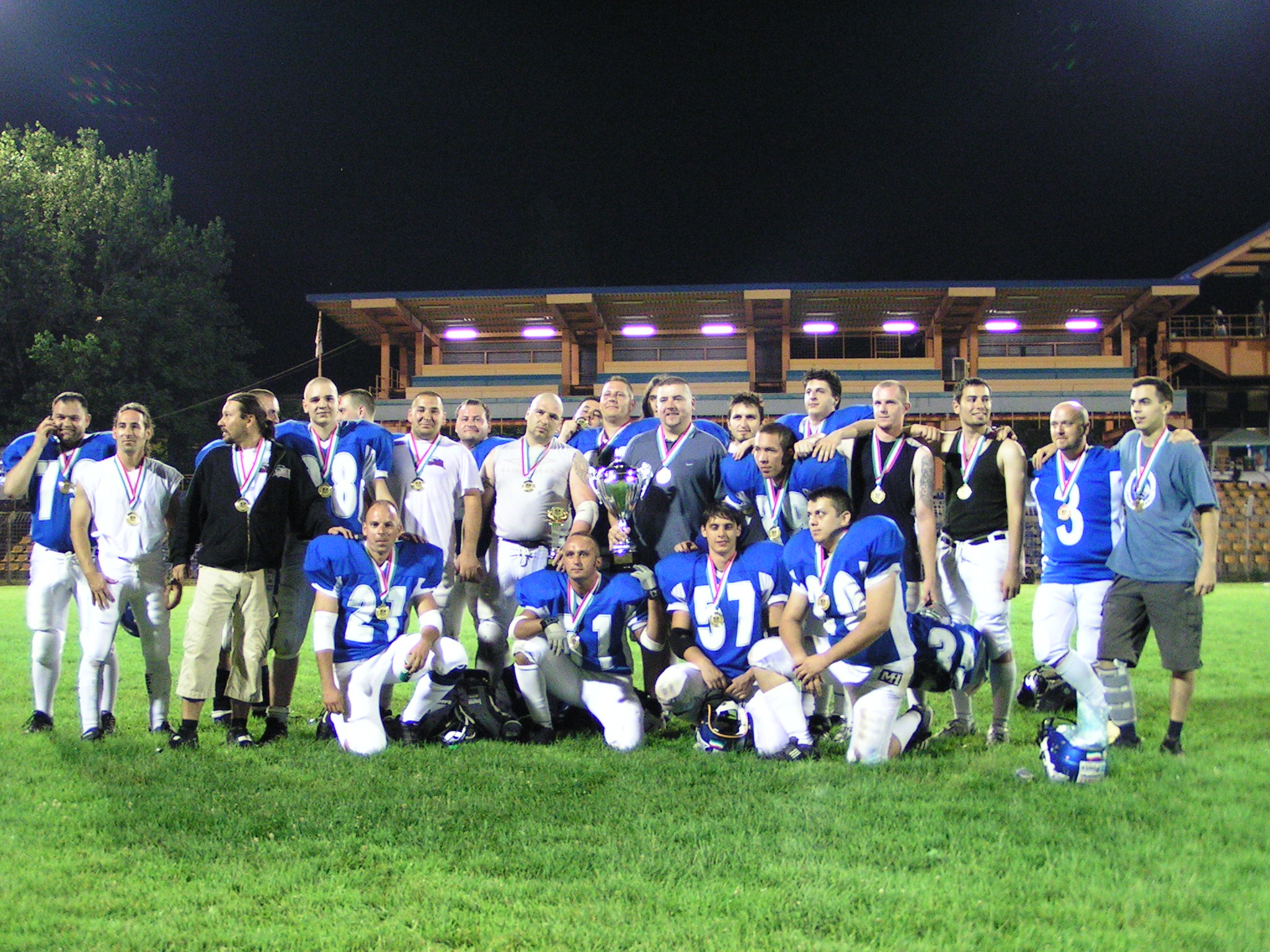
A II. Hungarian Bowl győztese, a Győr Sharks

  - DG – Molnár R. 4 run (Vörös L. kick failed), DG 6-0
- 2. negyed
- 3. negyed
  - GS – Szabó G. 1 run (Dezső S. kick), GS 7-6
- 4. negyed

### Mérkőzés statisztikája
A mérkőzés hivatalos statisztikája
|                               |                               | Debrecen Gladiators | Győr Sharks |
| ----------------------------- | ----------------------------- | ------------------- | ----------- |
| First downs                   | First downs                   | 12                  | 6           |
|                               | Rushing                       | 9                   | 5           |
|                               | Passing                       | 0                   | 0           |
|                               | Penalty                       | 3                   | 1           |
| Net Yards Rushing             | Net Yards Rushing             | 130                 | 102         |
|                               | Rushing Attempts              | 47                  | 31          |
|                               | Average Per Rush              | 2.8                 | 3.3         |
|                               | Yards Gained Rushing          | 220                 | 114         |
|                               | Yards Lost Rushing            | 90                  | 12          |
| Net Yards Passing             | Net Yards Passing             | -3                  | 6           |
|                               | Completions-Attempts-Int      | 1-5-2               | 2-3-0       |
|                               | Average Per Attempts          | -0.6                | 2.0         |
|                               | Average Per Completion        | -3.0                | 3.0         |
| Total Offense Yards           | Total Offense Yards           | 127                 | 108         |
|                               | Total offense plays           | 52                  | 34          |
|                               | Average Gain Per Play         | 2.4                 | 3.2         |
| Fumbles: Number-Lost          | Fumbles: Number-Lost          | 6-1                 | 5-3         |
| Penalties: Number-Yards       | Penalties: Number-Yards       | 9-72                | 13-95       |
| PUNTS-YARDS                   | PUNTS-YARDS                   | 2-50                | 2-52        |
|                               | Average Yards Per Punt        | 25.0                | 26.0        |
|                               | Net Yards Per Punt            | 22.0                | 26.0        |
|                               | Inside 20                     | 0                   | 0           |
|                               | 50+ Yards                     | 0                   | 0           |
|                               | Touchbacks                    | 0                   | 0           |
|                               | Fair catch                    | 0                   | 0           |
| KICKOFFS-YARDS                | KICKOFFS-YARDS                | 2-123               | 2-57        |
|                               | Average Yards Per Kickoff     | 61.5                | 28.5        |
|                               | Net Yards Per Kickoff         | 61.5                | 21.5        |
|                               | Touchbacks                    | 1                   | 0           |
| Punt Returns: Number-Yards-TD | Punt Returns: Number-Yards-TD | 1-0-0               | 1-6-0       |
|                               | Average Per Returns           | 0.0                 | 6.0         |
| Interceptions: Number-Yds-TD  | Interceptions: Number-Yds-TD  | 0-0-0               | 2-82-0      |
| Fumble Returns: Number-Yds-TD | Fumble Returns: Number-Yds-TD | 0-0-0               | 0-0-0       |
| Miscellaneous Yards           | Miscellaneous Yards           | 0                   | 0           |
| Possession Time               | Possession Time               | 29:26               | 18:34       |
|                               | 1st Quarter                   | 3:11                | 8:49        |
|                               | 2nd Quarter                   | 5:17                | 6:43        |
|                               | 3rd Quarter                   | 11:58               | 0:02        |
|                               | 4th Quarter                   | 9:00                | 3:00        |
| Third-Down Conversations      | Third-Down Conversations      | 4 of 12             | 1 of 7      |
| Fourth-Down Conversations     | Fourth-Down Conversations     | 0 of 2              | 1 of 2      |
| Red-Zone Scores-Changes       | Red-Zone Scores-Changes       | 1-4                 | 1-2         |
| Sacks By: Number-Yards        | Sacks By: Number-Yards        | 0-0                 | 0-0         |
| PAT Kicks Attempts-Completed  | PAT Kicks Attempts-Completed  | 1-0                 | 1-1         |
| Field Goals                   | Field Goals                   | 0-1                 | 0-1         |

## Bírók
- Referee: Udvardi Gyula
- Umpire: Krutsch Roland
- Head Linesman: Jánvári Viktor
- Line Judge: Szerényi Gábor
- Field Judge: Szép Zsolt
- Side Judge: Petrovics Gábor
- Back Judge: H-P Gruber

## Érdekességek
- A Debrecen Gladiators az eddig megrendezett két Hungarian Bowl döntőből kétszer be is jutott, és mind a kétszer ki is kapott.

## Szponzorok
A döntő hivatalos szponzorai:
- Burger King
- Őrmester Kft.
- hetek
- Hungaro-Kábel
- Observer
- Sport1 tv
- Wilson
- Sláger Rádió

## Külső hivatkozások
- Magyarországi Amerikai Futballcsapatok Ligája[halott link] – hivatalos honlap
- A mérkőzés statisztikája
- Fotóalbum a döntőről a Kép.Tár.hu oldalán
- Fotóalbum a döntő utáni örömünnepről a Kép.Tár.hu oldalán